# تزفيتان تودوروف
تزفيتان تودوروف (بالفرنسية: Tzvetan Todorov) (بالبلغارية: Цветан Тодоров) فيلسوف فرنسي-بلغاري وُلِد في 1 مارس 1939 في مدينة صوفيا البلغارية. يعيش في فرنسا منذ 1963، ويكتب عن النظرية الأدبية، تاريخ الفكر، ونظرية الثقافة. توفي يوم 7 فبراير 2017 عن عمر 77 سنة.
نشر تودوروف 21 كتابا، بما في ذلك «شعرية النثر (1971)»، «مقدمة الشاعرية (1981)»، و «غزو أمريكا (1982)»، ميخائيل باختين: «مبدأ الحوارية (1984)»، «مواجهة المتطرف: الحياة الأخلاقية في معسكرات الاعتقال (1991)»، «حول التنوع الإنسان (1993)»، «الأمل والذاكرة (2000)»، «والحديقة المنقوصة: تركة الإنسانية (2002)». وكتاب «مدخل إلى الادب العجائبي»، وكتاب «الأدب في خطر».
وقد ركزت اهتمامات تودوروف التاريخية حول قضايا حاسمة مثل غزو الأمريكيتين ومعسكرات الاعتقال النازية والستالينية.
وقد عمل تودوروف أستاذا زائرا في عدة جامعات، منها جامعة هارفارد، وييل وكولومبيا وجامعة كاليفورنيا، بيركلي.
تم تكريم تودوروف بأكثر من جائزة، من بينها: الميدالية البرونزية لويزار، وLévêque تشارلز وجائزة موراليس وجائزة الأكاديمية الفرنسية وجائزة أمير أستورياس للعلوم الاجتماعية، وهو أيضا حاصل على وسام ضابط من قصر الفنون والأدب.
تودوروف يعيش في باريس مع زوجته نانسي هيوستن وطفليهما. انفصلا في «2014».
ويعتبر أعظم إسهام لتودوروف هو إنشاء نظرية أدبية جديدة، عرضها في أكثر من كتاب، وبالتحديد في كتابه «مدخل إلى الأدب العجائبي».

## مقالة حول كتاب «تأملات في الحضارة والديمقراطية والغيرية»
هذه الورقة: كتاب” تزفيتان تودوروف – تأملات في الحضارة والديمقراطية والغيرية”، الصادر مع مجلة “الدوحة” بإعداد وترجمة محمد الجرطي والذي يحتوي ثلاثة فصول تضمّ قراءات ومقالات وحوارات نُشِرت في الصحف والمجلات الفرنسية:
1. ما وراء صدام الحضارات

يتمثل الهدف المركزي لكتاب تزيفيتان تودوروف ” الخوف من البرابرة ما وراء صدام الحضارات” في محاولة تجاوز مقولات صدام الحضارات على أسس دينية التي قدمها المفكر الأمريكي فوكوياما في كتابه” صراع الحضارات “.
ينطلق تودوروف من تفكيك مفهوم الحضارة التي يعني بها” القدرة على الاعتراف بإنسانية الإنسان الآخر عن طريق ربط وحدة الإنسانية، عموما، بتعدد أشكال تجلياتها الثقافية “.
لا تستقيم الحضارة بهذا المعنى إلا بانصهار كافة الأشكال الثقافية والاعتراف بها على اختلافها وتنوعها إنها” تعبير عن إنسانية مشتركة واعية بوحدتها العميقة وقادرة على الترابط والتلاحم في خضم تنوع أشكال التعبير الثقافي”. من هنا تغدو البربرية حسب تودوروف  ” إنكارا للتعددية الإنسانية إنها الموقف الذي بواسطته ننبذ شخصا ما خارج دائرة الإنسانية من خلال نفي خالص لاختلافه أو لما يشكل سماته المشتركة “
يفيد هذا التحديد الأولي أن الهوية المنغلقة والمتقوقعة على ذاتها والتي تشكل خطرا جسيما تتنافى مع مقولة الحضارة. كما يلح تودوروف على أهمية الربط ما بين المفهومين:” فالتـوق للهوية واكتساب ثقافة ما يوفران الشرط الضروري لبناء شخصية إنسانية متكاملة، لكن وحده الانفتاح على الغيرية ذات الأفق العالمي هو ما يحقق معنى الحضارة، ويمدنا بالشكل الكافي لبلوغ هدا المبتغى.
إن التوضيحات السالفة تسمح للمرء” بألا ينخدع بنظرية صدام الحضارات كما تمنحنا يقضة إزاء حقيقة أن حجب واختزال الهويات في خط واحد مع النزعة المانوية القائمة على عقيدة الصراع بين النور والظلام، والخير والشر، والحضارة والبربرية “. لا يمكن إلا أن يؤدي إلى الصراع والحرب، وخير دليل على ذلك الطريقة التي تتبعها الولايات المتحدة الأمريكية في الحرب ضد الإرهاب والتي تسقط بدورها في منطق البربرية فتبريرها للتعذيب كما يحدث في غوانتنامو ليس سوى اقصاء لآدمية الفرد وانتمائه للإنسانية وشحذ لمشاعر الضغينة والكراهية عن طريق إخضاع الآخر ليصبح خصما في الصراع. إذا كان هزم العدو يقتضي تقليد تصرفاته الأكثر وحشية وبشاعة فان البربرية ستضل حاضرة بيننا”.
لقد قاد هذا الخوف إلى شن حرب ضد الرعب، بحيث أضحى الغرب لا يرى في الإسلام والإسلام المتطرف والإرهاب أي فرق أو تمييز فصار استخدام القوة المنفذ والخيار المتاح أمام تراجع أي إجراء سياسي.
غير أن تودوروف يرى أن النموذج الأوربي القائم في مرجعيته على قبول التعددية والمساواة، العدالة والعلمانية، الديموقراطية والفلسفة، كمبادئ للمستقبل وكمؤهلات بناءة. هذا النموذج باعتباره وريث الحضارة اليونانية والرومانية، عصر النهضة والأنوار، يختلف جوهريا عن النظام الأمريكي المتخم بالعولمة الليبرالية المتطرفة التي يعزى لها غزو الأسواق العالمية وتدمير قيم التضامن وسيادة الإحباط الذي يسود العالم، هذه السياسات الليبرالية الجديدة تمثل سلاحا رهيبا كما هو الحال بالنسبة للترسانة العسكرية في السيطرة على العالم.
لا يخفى علينا أن تودوروف منتصر كبير لأروبا غير ان هذا القول ليس الغرض منه الوقوع في نوع من التأورب ولا حتى إسقاط هذه النزعة الملائكية الأوربية على العالم. فمؤرخ من طينة تودوروف لا يغفل معطيات التاريخ والواقع، فعدم اكتمال هذا النموذج حاليا لا يعدم قيمة الإمكانات التي يختزنها. فأروبا يضيف تودورف ينبغي أن تصبح” قوة ناعمة” (مكتفية بمعاييرها، مساعدتها، مشروطية أحكامها، خطابها) وذلك عكس كل” قوة خشن” التي تحيل على العسكري والهيمنة الاقتصادية. تسعى القوة الأولى الناعمة إلى تبني القيم السياسية وتطوير سياسة التعاون القائمة على تتعدد الأقطاب” انها القوة الجاذبة التي تسلك طرق الإقناع بدل الإلزام، الحوار بدل الإكراه، والجذب بدل التحريض “. انها القوة التي ستجعل من صراع الحضارات مجرد شطحات فكرية لا غير، مادامت أشكال التواصل والاعتراف والتشارك قائمة بالقوة وتحتاج منا لدفعات كي توجد بالفعل.
يمكن القول إن مصنف تودوروف هو بالأساس” دعوة للحوار بين الثقافات، فكل ثقافة لا تتجدد وتتغير هي ثقافة ميتة. إن بناء جسور الحوار بين البشر والحقول المعرفية، احترام تعدد الهويات،  هي أنماط يدعو اليها في كتابه وهو يصبو في هذه الفترات العصيبة التي تمر منها البشرية إلى أن يمنح الناس قوة جديدة كفيلة بدحر الخوف وإسقاط عوائق الحوار بين الحضارات”.
وبعبارة واحدة: إنه سعي لتحقيق حلم” ريمون آرون” المتمثل في مجتمع مؤنسن بشكل حقيقي.
2. أعداء الديموقراطية الحميمين:
بعد موت النـزعات الكليانية وتحلل النظم الشيوعية أعلن فوكوياما منذ عشرين سنة في كتابه «نهاية التاريخ والإنسان الأخير» أنه ليس بإمكان أي نموذج آخر أن ينافس أو يواجه الديموقراطية أو يعارضها. يتوقف تودوروف في «كتابه أعداء الديموقراطية الحميمون» عند هذا الطرح مبينا أن ما أغفله فوكوياما هو أن الديموقراطية أفرزت بنفسها أعداءها الجدد، هؤلاء الأطفال الغير الشرعيين، الأعداء الحميمين اللذين ولدوا من اختلال التوازن الخاص بالنظام الديموقراطي.
إجمالا يمكن حصر هؤلاء الأعداء في ثلاث:
أ- المسيحية السياسية:
التي تزعم بأنها خلاص العالم، في حين ترتكب أفعالا مشينة وشريرة باسم الخير، تعمل على تبرير أفعالها بدافع الوصول إلى غاية يتم وصفها على أنها مبتغى سام للإنسانية.
إن استخدام العنف المفرط يلغي قيمة ونبل الهدف المتوخى. من جهة أخرى إن واقعة فرض الخير على الآخرين بدل الاكتفاء باقتراح ذلك عليهم، بدعوى أنهم غير قادرين على حكم أنفسهم وأن تحريرهم يستوجب أولا إخضاعهم مسوغ لا يجد له أي تبرير مقبول، وعلى هذا النول وقع تدخل في أفغانستان والعراق وليبيا. إن عبارة التدخل الإنساني ما هي إلى تورية ملفقة لعبارة التدخل العسكري يضيف تودوروف.
يبقى القول بتحقيق عالم مثالي على الأرض كما تدعي المسيحية السياسية مجرد زعم كبير، وهو ما تزكيه النماذج السالفة الذكر كمثال واضح على التعذيب المؤسس والمشرعن.
ب- الليبرالية المتطرفة
تنطلق هذه الايديولوجيا المهيمنة واللامحدودة حاليا من مسلمات ثابتة تنص على قدرة الفرد على تحقيق اكتفاءه بذاته ولذاته وان إشباع حاجياته المادية يشكل القيمة العليا للحياة البشرية، وهكذا تعمل هذه الايديولوجيا على عزل النشاط الاقتصادي عن باقي أصناف الممارسة الإنسانية، عند هذا الحد تتوقف السلطة السياسية عن إمكان لجم السلطة الاقتصادية تحت ذريعة الحرية الفردية.
ينتج عن انتفاء المراقبة السياسية ضياع للصالح العام وبحث لا محدود عن الربح الفوري فتفقد الحياة معناها ويتم تجريد الكائن البشري من إنسانيته. ألم يقل مونتسكيو يوما «إن كل سلطة بلا حدود، لا يمكن أن تكون سلطة مشروعة».
ج- الشعبوية:
يتقوم هذا الخطر الثالث على سياسة تملق الشعب لتهييجه، إن الشعبوية التي هي قديمة قدم الديموقراطية تسعى إلى تقديم حلول مبسطة وسطحية ومضللة يعمل التلفزيون ووسائل الإعلام على تغذيتها وإنجاحها رغم استحالة تطبيقها.  لقد أضحت تتمتع بحضور قوي في أوروبا بتركيزها المفرط على الحاضر متجاهلة أنه يتطلب أحيانا اتخاذ اجراءات وقرارات غير شعبية لضمان رفاهية الأجيال القادمة.”  تغري الشعبوية السكان الأصليين وتجاملهم بممارسة التمييز العنصري ضد الأجانب حيث يُتـناسى أن المبادلات مع الآخرين تعزز توسُع وإثراء البلد بأكمله”.
3. الغيرية والاعتراف
يسلم تودوروف بأن” ما هو كوني ومكون للإنسانية هو أننا ندخل، منذ الولادة، في شبكة من العلاقات بين إنسانية، ومن ثم في عالم اجتماعي، ما هو كوني هو أننا نصبوا جميعا إلى الإحساس وبوجودنا”.
يتطلب وجود الذات نيل الاعتراف، أن يعترف بنا الأغيار معناه أننا نوجد، الطفل يحتاج اعترافا من والديه الأستاذ من تلامذته العامل من رب عمله …
أخذ موضوع الاعتراف اهتماما واسعا من طرف الفلاسفة (هيجل، آدم سميث، جون جاك روسو وآخرون). كما يأخذ شكل الاعتراف طابعا ماديا أو غير مادي: الاعتراف بالثروة والاعتراف بالأمجاد على سبيل المثال. إن الاعتراف يسعى إلى جذب نظرة الآخر من خلال تمظهرات الجسد والذكاء، الصمت والكلام، كما تلعب الملابس دورا هاما في تحديد التطابق أو الاختلاف مع الجماعة ومن ثم تحديد موقع الذات إزاء الآخرين.
يمكن التمييز بين شكلين من الاعتراف: اعتراف المطابقة واعتراف التميز والاختلاف. إن الشخص الذي يريد أن يكون الأجمل والأقوى والأكثر تميزا يحدد نفسه كمختلف ويحضر هذا النوع خصوصا في فترة الشباب وهذا الشكل يمثل المجتمعات الديموقراطية التي يبقى الاختيار بشكل مخالف غير محدود من الناحية النظرية، فالسباق إلى النجاح علامة الاعتراف وليس الامتثال إلى النظام. هذا الأخير نجده لدى الأشخاص اللذين لا يتمتعون بحياة نشيطة وعلاقات دينامية والذين يستمدون اعترافهم من خلال فعل المطابقة والامتثال للأعراف والتقاليد وكافة الأشكال الثقافية السائدة، والتشبه بدقة أكبر بالآخرين اللذين يشكلون فئتهم العمرية من حيث ملبسهم ومرجعية كلامهم وبرهنتهم على الانتماء إلى أخلاق الجماعة وهذه السمة هي ما يميز المجتمعات التقليدية أو التراتبية.
يدخل هذان الشكلان في صراع أو يشكلان تراتبيات متحركة في تاريخ الأفراد والمجتمعات يسعى كتاب تودورف ” الحياة المشتركة” إلى توضيح مسألة الاعتراف وفق مقاربة انثروبولوجية  فلسفية عميقة. يضيف تودورف موضحا أن الإعجاب بالآخرين مظهر واضح للاعتراف لكن الكراهية أيضا تشكل بذاتها اعترافا يشهد بحدة على وجودنا. ” إن كراهية شخص ما تعبير عن رفضه ومن ثم تقوي احساسه بالوجود. لكن أن تسخر من شخص ما يعني أن تحكم عليه بالصمت أو العزلة، أن تجعله يشعر بما هو أكثر من هذا: أن يرى نفسه مهددا بالعدم “.
وسواء كان هذا الاعتراف قائم على المطابقة أو الاختلاف، على الإعجاب أو الكراهية فإنه يتطلب منا سعيا حثيثا وطلبا غير محدود” مادام الشعور بالنقص أو عدم الاكتمال ليس أمرا أساسيا فحسب، بل هو أيضا، وباء لا يشفى، وإلا سنكون قد شفينا أيضا من إنسانيتنا”.

## روابط خارجية
- تزفيتان تودوروف على موقع IMDb (الإنجليزية)
- تزفيتان تودوروف على موقع الموسوعة البريطانية (الإنجليزية)
- تزفيتان تودوروف على موقع قاعدة بيانات الفيلم (الإنجليزية)